# Jehue Gordon
Jehue Gordon (Puerto España, Trinidad y Tobago, 15 de diciembre de 1991) es un atleta trinitense, especialista en la prueba de 400 m vallas, con la que llegó a ser campeón mundial en 2013.

## Carrera deportiva
En el Mundial de Moscú 2013 gana la medalla de oro en los 400 metros vallas, por delante del estadounidense Michael Tinsley y el serbio Emir Bekrić, haciendo un tiempo de 47,69 segundos.